# ルキウス・マルキウス・ピリップス (紀元前38年の補充執政官)
ルキウス・マルキウス・ピリップス（ラテン語: Lucius Marcius Philippus、紀元前80年ごろ - 没年不明）は紀元前1世紀中期の共和政ローマ政務官。紀元前38年に補充執政官（コンスル・スッフェクトゥス）を務めた。

## 出自
ピリップスはプレプス（平民）であるマルキウス氏族の出身。紀元前367年のリキニウス・セクスティウス法によりプレプスも執政官になることが認められると、マルキウス氏族も高位の役職を得るようになった。後の紀元前1世紀に作られた系図では伝説的な愛国者グナエウス・マルキウス・コリオラヌスを先祖としているが、これが正しいとすれば王政ローマの第4代王アンクス・マルキウスにたどり着き、さらに母方をたどると第2代王ヌマ・ポンピリウスにつながる。古代の系図学者は、マルキウス氏族はヌマ・ポンピリウスの血をひくことから、軍神マールスの子孫としている。
紀元前4世紀半ばにガイウス・マルキウス・ルティルスは、プレプス出身者として始めて独裁官（ディクタトル）と監察官に就任し、また執政官を四度務めている。この点について、ドイツの歴史家ミュンツァーは、マルキウス氏族は実際にはパトリキ（貴族）の起源を持つと推察している。
ピリップスのコグノーメン（第三名、家族名）を名乗ったのは、紀元前281年の執政官クィントゥス・マルキウス・ピリップス である。古代の資料はこの家族名をマケドニア王の名前と関連付けているが、明らかに誤りである。現代の歴史学者は、一般的な家族名である「ピロ」（プブリリウス氏族やウェトゥリウス氏族が使用）と同じ起源と考えている。
ピリップスの父は同名の紀元前56年の執政官、祖父も同名で紀元前91年の執政官である。

## 経歴
歴史学者は、ピリップスの生誕年を紀元前80年ごろと推定している。母の名前は不明である。父ルキウスは紀元前58年にカエサルの姪で、ガイウス・オクタウィウス（紀元前59年死去）の未亡人であったアティアと再婚している。アティアには前夫との間に娘二人と息子一人があった。この息子が後の初代皇帝アウグストゥスである。
ピリップスは紀元前56年に造幣官を務め、政治家への道を歩み始めた。このときにマルキウス氏族を讃えるデナリウス銀貨を鋳造している。コインの裏面には、紀元前144年に建設されたマルキア水道の水道橋が、表面には氏族の先祖とされる第4代王アンクス・マルキウスが描かれている。マルキア水道を建設したのは別家のクィントゥス・マルキウス・レクスであるが、レクス家の業績も含めて、氏族の栄光とすることを意図したのであろう。
ポンペイウスとカエサルの内戦が始まると、ピリップスはカエサルを支持した。紀元前49年、即ち内戦が開始された年に、ピリップスは護民官を務めていた。元老院の議員構成はポンペイウス有利なものであり、ファウストゥス・コルネリウス・スッラ（ルキウス・コルネリウス・スッラの子）をマウレタニアに派遣して、マウレタニア王ボグドとその後継者ボッカス2世にポンペイウスに加担するよう依頼するとの提案が出た。しかしピリップスが拒否権を発動したため、スッラが派遣されることはなかった。
内乱の終了後、カエサルは紀元前44年のプラエトル（法務官）にピリップスを任命した。カエサル暗殺後、マルクス・アントニウスは属州の再分配を行おうとしたが、ピリップスはこれに反対した。キケロはこれを賞賛している。
その後、ピリップスは義弟でカエサルが後継者に指名したオクタウィアヌスを支持した。紀元前38年にはルキウス・コルネリウス・レントゥルスと共に補充執政官に任じられている。紀元前34年または紀元前33年にはプロコンスル（前執政官）権限でヒスパニアの総督を務め、ローマに戻って凱旋式を実施した。スエトニウスによると、ピリップスは紀元前29年にローマのヘラクレス・ムーサ神殿（紀元前187年にマルクス・フルウィウス・ノビリオルが建立）を再建したという。

## 家族
ピリップスは義母の妹に当たる小アティアと結婚した。娘は紀元前11年の執政官パウッルス・ファビウス・マクシムスと結婚し、孫娘は西暦14年の執政官セクストゥス・アップレイウスの妻となった

## 参考資料

### 古代の資料
- プルタルコス『対比列伝』
- ガイウス・スエトニウス・トランクィッルス『皇帝伝』
- マルクス・トゥッリウス・キケロ『ピリッピカ』
- ガイウス・ユリウス・カエサル『内乱記』

### 研究書
- Egorov A. Julius Caesar. Political biography. - SPb. : Nestor-History, 2014 .-- 548 p. - ISBN 978-5-4469-0389-4 .
- Ryazanov V. Coins and Monetaries of the Roman Republic . Retrieved December 14, 2016.
- Broughton R. Magistrates of the Roman Republic. - N. Y. , 1952. - Vol. II. - P. 558.
- Münzer F. Marcius // Paulys Realencyclopädie der classischen Altertumswissenschaft . - 1930 .-- T. IV . - P. 1535-1540.
- Münzer F. Marcius 77 // Paulys Realencyclopädie der classischen Altertumswissenschaft . - 1930 .-- T. IV . - P. 1571-1572.
- Münzer F. Römische Adelsparteien und Adelsfamilien. - Stuttgart, 1920.
- Syme R. The Augustan aristocracy. Oxford, 1986.